# Corale Pisana

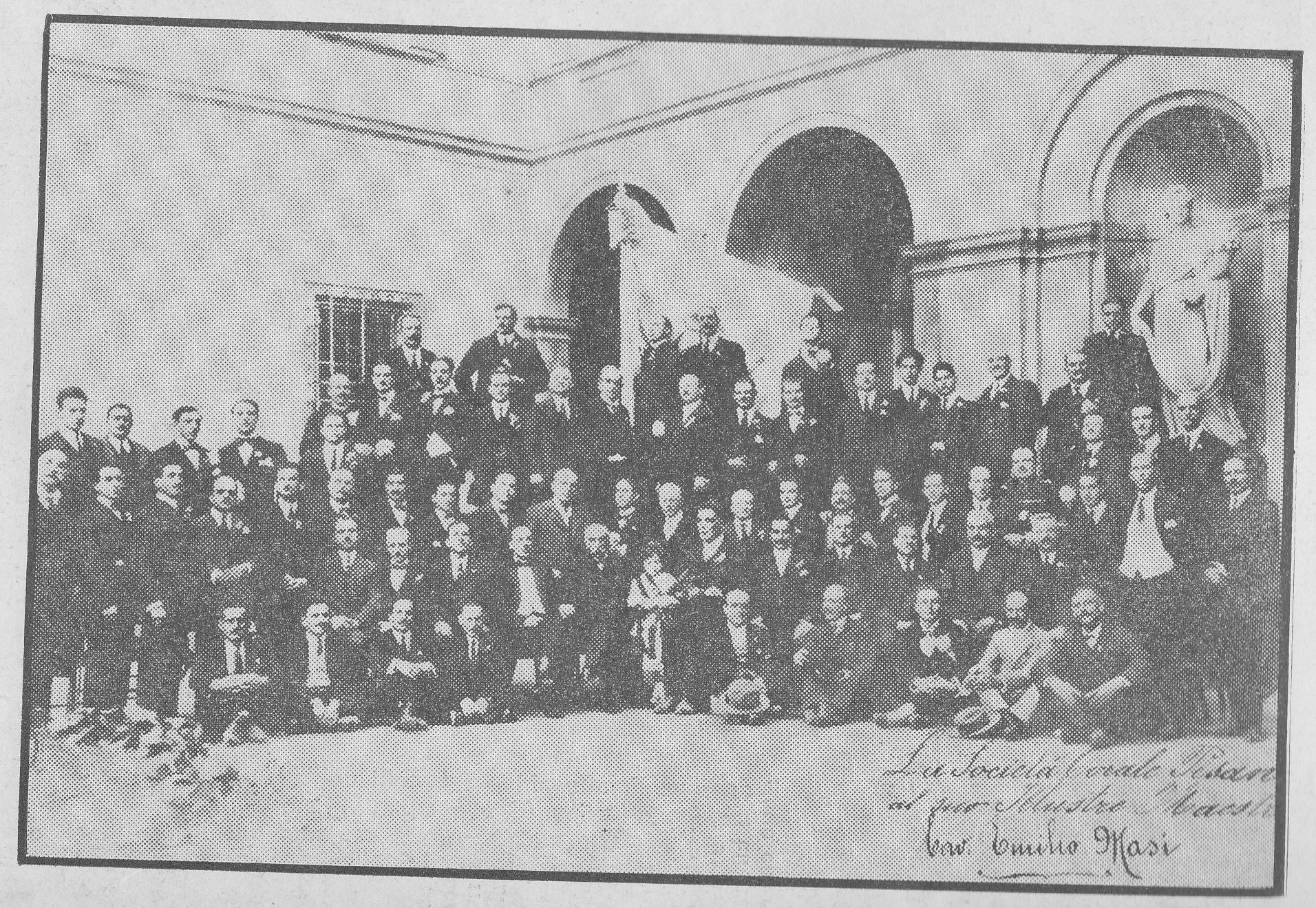
Una vecchia foto degli studenti della Corale Pisana.

La Corale Pisana è una società dedicata alla promozione della cultura musicale, in particolare corale, con sede a Pisa.

## Storia
Nella città alfea una prima scuola corale era nata nel 1855 e da questa sorse la società "Vincenzo Galilei", che ebbe allievi celebri come i baritoni Emilio Barbieri, Lelio Casini e Oreste Benedetti, o il basso Gaetano Monti. I cantori della società parteciparono alle varie stagioni dei teatri cittadini, quello dei Ravvivati e poi quello Nuovo, dal 1904 dedicato a Giuseppe Verdi.
La società "Corale Pisana" venne costituita nel 1910 ed ebbe come padrini personaggi illustri del panorama musicale, quali Pietro Mascagni e Giacomo Puccini. Il primo presidente fu il cavalier Umberto Ascani e molti famosi maestri si susseguirono alla sua direzione, tra cui Bruno Pizzi che nel 1959, in occasione del cinquantenario dalla fondazione, portò la società alla vittoria del prestigioso Concorso Polifonico Internazionale di Llangollen in Galles.
Negli anni novanta la società ha contribuito all'organizzazione di molti eventi musicali in Pisa e provincia, con la collaborazione di artisti di spicco del panorama non solo lirico, tra cui Andrea Bocelli, Sarah Brightman, Zucchero Fornaciari, Cecilia Gasdia e Manuela Custer. È stata pure ospite di manifestazioni internazionali, come il 4º Festival di Musica Sacra del Principato di Monaco.
Dal 2003, in occasione dei cinquant'anni dalla morte del grande baritono pisano Titta Ruffo, sotto la direzione artistica del Maestro Gianpaolo Mazzoli, la Società Corale Pisana ha organizzato il "Concorso Città di Pisa – Omaggio a Titta Ruffo" per cantanti lirici, che ha registrato notevoli frequenze da parte di artisti di ogni parte del mondo.
Negli ultimi anni ha intensificato i rapporti di collaborazione con gli enti delle zone limitrofe, come la Fondazione Festival Pucciniano e il Teatro Guglielmi di Massa. Nel 2010 ha festeggiato il suo primo secolo di vita.